# Harpactea thaleri
Harpactea thaleri är en spindelart som beskrevs av Pietro Alicata 1966. Harpactea thaleri ingår i släktet Harpactea och familjen ringögonspindlar. Inga underarter finns listade i Catalogue of Life.